# Liste der Bürgermeister der Stadt Shanghai
Die  Liste der Bürgermeister der Stadt Shanghai gibt einen Überblick über alle Bürgermeister der chinesischen Stadt Shanghai seit 1937.
| Amtszeit                             | Name           |
| ------------------------------------ | -------------- |
| 5. Dezember 1937 – 3. Mai 1938       | Su Xiwen       |
| Mai 1949 – November 1958             | Chen Yi        |
| November 1958 – 9. April 1965        | Ke Qingshi     |
| Dezember 1965 – Februar 1967         | Cao Diqiu      |
| 24. Februar 1967 – Oktober 1976      | Zhang Chunqiao |
| November 1976 – 7. Februar 1979      | Su Zhenhua     |
| Februar 1979 – April 1981            | Peng Chong     |
| April 1981 – Juli 1985               | Wang Daohan    |
| Juli 1985 – April 1988               | Jiang Zemin    |
| April 1988 – April 1991              | Zhu Rongji     |
| April 1991 – Februar 1995            | Huang Ju       |
| Februar 1995 – 7. Dezember 2001      | Xu Kuangdi     |
| 7. Dezember 2001 – 21. Februar 2003  | Chen Liangyu   |
| 21. Februar 2003 – 26. Dezember 2012 | Han Zheng      |
| 26. Dezember 2012 – 17. Januar 2017  | Yang Xiong     |
| 20. Januar 2017 – 12. Februar 2020   | Ying Yong      |
| 23. März 2020 –                      | Gong Zheng     |